# Puławska Wieś
Puławska Wieś – część miasta Puławy w Polsce położonego w województwie lubelskim, w powiecie puławskim. Puławska Wieś położona jest w bliskości ścisłego centrum miasta, w okolicy obecnej ulicy 6 Sierpnia. 

## Historia
Puławska Wieś to dawniej samodzielna wieś. Należała do parafii Włostowice. 
Z uwagi na bezpośrednie sąsiedztwo z Puławami, już w końcu XIX wieku uważano, że miejscowość stanowiła ich przedmieście. Zabudowę tworzyły typowe wiejskie chaty; znajdowały się tu jednak również: przystań rzeczna, pochylnia dla statków, magazyny zbożowe. 
Od 1867 Puławska Wieś należała do gminy Nowa Aleksandria w powiecie nowoaleksandryjskim w guberni lubelskiej. W 1906 została przyłączona, razem z Mokradkami, do Nowej Aleksandrii, równocześnie z nadaniem tej ostatniej miejscowości statusu miasta.  